# Andrzej Seweryn
 (septembre 2018).
Si vous disposez d'ouvrages ou d'articles de référence ou si vous connaissez des sites web de qualité traitant du thème abordé ici, merci de compléter l'article en donnant les références utiles à sa vérifiabilité et en les liant à la section « Notes et références ».
Andrzej Teodor Seweryn (né le 25 avril 1946 à Heilbronn en Allemagne) est un comédien polonais naturalisé français. Il est sociétaire honoraire de la Comédie-Française et professeur d'interprétation au Conservatoire national supérieur d'art dramatique.

## Biographie
Né en Allemagne, Andrzej Seweryn a suivi une formation à l’École supérieure de théâtre de Varsovie. Il joue des rôles importants au théâtre, mais c’est le cinéma qui le fait connaître, principalement à travers les films d’Andrzej Wajda : La Terre de la grande promesse, Sans anesthésie, Le Chef d'orchestre (film pour lequel il obtient le prix d’interprétation du festival de Berlin en 1987), Danton, L’Homme de fer, Pan Tadeusz, La Vengeance (Zemsta).
Au début des années 1980, peu de temps avant l'instauration de l'État de siège par le général Jaruzelski, il est au théâtre des Amandiers de Nanterre où il joue Ils, de Stanisław Witkiewicz (Witkacy), dans la mise en scène de Wajda. Membre actif du syndicat Solidarité, il décide de rester en France où il acquiert la nationalité française.
Son interprétation de Robespierre dans le film de Robert Enrico et Richard T. Heffron, La Révolution française, sorti en 1989 à l'occasion de la célébration du bicentenaire, a été très remarquée.
Depuis, il a joué sous la direction de Claude Régy (La Trilogie du revoir et Grand et Petit de Botho Strauss), Patrice Chéreau (Peer Gynt de Ibsen), Peter Brook (Le Mahabharata), Bernard Sobel (Nathan le Sage de Lessing, La Bonne Âme de Setchouan de Brecht, Tartuffe de Molière), Deborah Warner (La Maison de poupée d’Ibsen), Antoine Vitez (L'Échange de Claudel), Jacques Rosner (La Cerisaie de Tchekhov et Déjeuner chez Ludwig W. de Thomas Bernhard), Jacques Lassalle (L’Homme difficile de Hofmannstahl puis Le Misanthrope de Molière).
Il entre à la Comédie-Française en 1993 et devient sociétaire en 1995. Il a interprété notamment Dom Juan de Molière mis en scène par Jacques Lassalle, dans le rôle-titre (repris en 2002) ; il a joué dans Hamlet de Shakespeare (mise en scène de Georges Lavaudant) ; Léo Burckhart (rôle-titre) de Gérard de Nerval dans une mise en scène de Jean-Pierre Vincent ; Les Fausses Confidences de Marivaux (mise en scène de Jean-Pierre Miquel), La Cerisaie d’Anton Tchekhov, (mise en scène d’Alain Françon) et à l’automne 2001 Le Marchand de Venise de Shakespeare (mise en scène d'Andrei Serban).
Par ailleurs, Andrzej Seweryn a signé les mises en scène de Peines d’amour perdues de Shakespeare à l’école du théâtre national de Chaillot, Les Trois Sœurs d’Anton Tchekhov à l’ENSATT (1998) et Le Mariage forcé de Molière à la Comédie-Française, salle Richelieu.
En 2005, où il a mis en scène une magnifique version de La Nuit des Rois de Shakespeare au Français, il a été fait chevalier de la Légion d'honneur des mains du ministre Renaud Donnedieu de Vabres. Andrzej Seweryn est aussi chevalier dans l'ordre national du Mérite et chevalier dans l'ordre des Arts et des Lettres.
En 2010, il décide de prendre la direction du théâtre Polski de Varsovie, avec effet au 1er janvier 2011, tout en poursuivant son travail à la Comédie-Française.
Après vingt ans de services, il est nommé sociétaire honoraire de la Comédie-Française le 14 février 2013.
Andrzej Seweryn a été jusqu'en 1979 le compagnon de l'actrice polonaise Krystyna Janda  avec laquelle il y a eu une fille, Maria, également comédienne. Ils ont notamment joué ensemble dans le film d'Andrzej Wajda, Le Chef d'orchestre (1980). Il a été marié à Mireille Maalouf (dans les années 1988-2015), avec laquelle il a eu deux fils, Yann-Baptiste et Maximilien. Actuellement (2015), il vit surtout en Pologne avec sa cinquième épouse, Katarzyna Kubacka .

## Filmographie

### Cinéma
- 1975 : La Terre de la Grande Promesse d'Andrzej Wajda
- 1975 : Nuits et Jours de Jerzy Antczak
- 1978 : Sans anesthésie d'Andrzej Wajda
- 1979 : Bestia de Jerzy Domaradzki
- 1980 : Golem de Piotr Szulkin
- 1980 : Le Chef d'orchestre (Dyrygent) d'Andrzej Wajda
- 1981 : L'Homme de fer (Człowiek z żelaza) d'Andrzej Wajda
- 1982 : Kung fu de Janusz Kijowski
- 1983 : Danton d'Andrzej Wajda
- 1986 : La Femme de ma vie de Régis Wargnier
- 1986 : Le Mal d'aimer de Giorgio Treves
- 1986 : Qui trop embrasse de Jacques Davila
- 1987 : Sur le globe d’argent (Na Srebrnym Globie) d'Andrzej Żuławski : Marek (voix : Michał Bajor)
- 1988 : Le Mahâbhârata de Peter Brook
- 1989 : La Révolution française - 1re partie : Les années Lumière de Robert Enrico
- 1989 : La Révolution française - 2e partie : Les années Terribles de Richard T. Heffron
- 1992 : L'Échange de Vincent Pérez (court-métrage)
- 1991 : Indochine de Regis Wargnier
- 1993 : La Liste de Schindler de Steven Spielberg
- 1993 : Amok de Joël Farges
- 1996 : Lucie Aubrac de Claude Berri
- 1996 : Rimbaud Verlaine d'Agnieszka Holland
- 1996 : Généalogies d'un crime de Raoul Ruiz
- 1999 : Ogniem i Mieczem (Par le fer et par le feu) de Jerzy Hoffman
- 1999 : Pan Tadeusz - Quand Napoléon traversait le Niémen d'Andrzej Wajda
- 2000 : Prymas. Trzy lata z tysiąca de Teresa Kotlarczyk
- 2002 : Zemsta d'Andrzej Wajda
- 2004 : À ton image d'Aruna Villiers
- 2006 : Kto nigdy nie żył, nigdy nie umiera (pl) (Qui n'a jamais vécu ne meurt jamais) de lui-même (réalisation uniquement)
- 2007 : La Ronde de nuit de Peter Greenaway
- 2008 : La Possibilité d'une île de Michel Houellebecq
- 2011 : Les Impliqués de Jacek Bromski : Witold
- 2012 : Vous n'avez encore rien vu d'Alain Resnais : Marcellin
- 2012 : 11 settembre 1683 de Renzo Martinelli
- 2024 : La Réparation de Régis Wargnier : Bogdan

### Télévision
- 1978 : Ziemia obiecana - Maks Baum
- 1991 : Napoléon et l'Europe
- 2003 : Par amour d'Alain Tasma
- 2018 : ROJST - Witold Wanycz
- 2021 : ROJST '97 - Witold Wanycz
- 2022 : Queen : Sylvestre Bork/Loretta

## Théâtre

### Hors Comédie-Française

#### Années 1980
- 1980 : Ils ont déjà occupé la villa voisine de Stanislaw Ignacy Witkiewicz, mise en scène Andrzej Wajda, Maison de la Culture de Nanterre, Nouveau théâtre de Nice, TNP Villeurbanne
- 1981 : Peer Gynt d'Henrik Ibsen, mise en scène Patrice Chéreau, TNP Villeurbanne, Théâtre de la Ville
- 1983 : Par les villages de Peter Handke, mise en scène Claude Régy, Théâtre national de Chaillot
- 1984 : Par les villages de Peter Handke, mise en scène Claude Régy, Nouveau théâtre de Nice
- 1985 : Mahâbhârata, mise en scène Peter Brook, Festival d'Avignon
- 1986 : L'Échange de Paul Claudel, mise en scène Antoine Vitez, Théâtre national de Chaillot
- 1987 : L'Échange de Paul Claudel, mise en scène Antoine Vitez, Théâtre des Treize Vents
- 1988 : Hécube d'Euripide, mise en scène Bernard Sobel

#### Années 1990
- 1990 : La Bonne Âme du Se-Tchouan de Bertolt Brecht, mise en scène Bernard Sobel
- 1990 : Tartuffe de Molière, mise en scène Bernard Sobel
- 1991 : Déjeuner chez Ludwig W. de Thomas Bernhard, mise en scène Jacques Rosner, théâtre Daniel Sorano Toulouse, Théâtre national de la Colline
- 1992 : La Cerisaie d'Anton Tchekhov, mise en scène Jacques Rosner, théâtre Sorano Toulouse, théâtre des Treize Vents
- 1996 : L'Homme difficile d'Hugo von Hofmannsthal, mise en scène Jacques Lassalle, théâtre national de la Colline
- 1996 : La Cour des comédiens d'Antoine Vitez, mise en scène Georges Lavaudant, Festival d'Avignon
- 1997 : Maison de poupée d'Henrik Ibsen, mise en scène Deborah Warner, Odéon-Théâtre de l'Europe, théâtre national de Bretagne
- 1998 : Le Misanthrope de Molière, mise en scène Jacques Lassalle, théâtre Vidy-Lausanne
- 1999 : Le Misanthrope de Molière, mise en scène Jacques Lassalle

#### Depuis 2000
- 2000 : Le Misanthrope de Molière, mise en scène Jacques Lassalle, théâtre des Treize Vents, théâtre national de Strasbourg
- 2011 : L'École des femmes de Molière (en polonais), mise en scène Jacques Lassalle, théâtre Polski, Varsovie

### Comédie-Française
- Entrée à la Comédie-Française le 15 février 1993
- Sociétaire le 1er janvier 1995
- 493e sociétaire
- Sociétaire honoraire le 14 février 2013

#### Comédien
- 1993 : Dom Juan de Molière, mise en scène Jacques Lassalle, Festival d'Avignon
- 1994 : Hamlet de William Shakespeare, mise en scène Georges Lavaudant
- 1995 : Intrigue et Amour de Friedrich von Schiller, mise en scène Marcel Bluwal
- 1996 : Les Fausses Confidences de Marivaux, mise en scène Jean-Pierre Miquel
- 1996 : Léo Burckart de Gérard de Nerval, mise en scène Jean-Pierre Vincent
- 1998 : La Cerisaie d'Anton Tchekhov, mise en scène Alain Françon
- 2001 : Le Mariage de Witold Gombrowicz, mise en scène Jacques Rosner
- 2001 : Le Marchand de Venise de William Shakespeare, mise en scène Andrei Serban
- 2002 : Un jour de légende - Les Temps modernes de Victor Hugo d'après La Légende des siècles, poèmes lus à plusieurs voix
- 2002 : Dom Juan de Molière, mise en scène Jacques Lassalle
- 2002 : Le Marchand de Venise de William Shakespeare, mise en scène Andrei Serban
- 2003 : Dom Juan de Molière, mise en scène Jacques Lassalle
- 2004 : Le Grand Théâtre du monde suivi du Le Procès en séparation de l’âme et du corps de Pedro Calderón de la Barca, mise en scène Christian Schiaretti
- 2004 : La Pologne en scène, Studio-Théâtre
- 2005 : Embrasser les ombres de Lars Norén, mise en scène Joël Jouanneau Théâtre du Vieux-Colombier
- 2006 : Tête d'or de Paul Claudel, mise en scène Anne Delbée, Théâtre du Vieux-Colombier
- 2006 : Cyrano de Bergerac d'Edmond Rostand, mise en scène Denis Podalydès
- 2007 : Pour un oui ou pour un non de Nathalie Sarraute, mise en scène Léonie Simaga, Théâtre du Vieux-Colombier
- 2007 : Cyrano de Bergerac d'Edmond Rostand, mise en scène Denis Podalydès
- 2007 : Les Précieuses ridicules de Molière, mise en scène Dan Jemmett, Théâtre du Vieux-Colombier
- 2008 : Penthésilée d'Heinrich von Kleist, mise en scène Jean Liermier
- 2008 : Pour un oui ou pour un non de Nathalie Sarraute, mise en scène Léonie Simaga, Théâtre du Vieux-Colombier
- 2008 : Fanny de Marcel Pagnol, mise en scène Irène Bonnaud, Théâtre du Vieux-Colombier
- 2009 : Les Précieuses ridicules de Molière, mise en scène Dan Jemmett, Théâtre du Vieux-Colombier
- 2009 : Les Joyeuses Commères de Windsor de William Shakespeare, mise en scène Andrés Lima
- 2010 : La Folie d'Héraclès d'Euripide, mise en scène Christophe Perton, Théâtre du Vieux-Colombier
- 2011 : Les Joyeuses Commères de Windsor de William Shakespeare, mise en scène Andrés Lima, Salle Richelieu

#### Metteur en scène
- 1999 : Le Mariage forcé de Molière
- 2000 : Le mal court de Jacques Audiberti, Théâtre du Vieux-Colombier
- 2003 : La Nuit des rois de William Shakespeare

## Distinctions

### Récompenses
Seweryn est lauréat des plus hautes distinctions du théâtre polonais: le prix Witkacy en 1996 et médaille d'or du Mérite culturel polonais Gloria Artis (2006).
- 1996 : Prix du Syndicat de la critique : meilleur comédien dans L'Homme difficile de Hugo von Hofmannsthal
- 2017 : meilleur rôle masculin au 19e Polskie Nagrody Filmowe dans La dernière famille de Jan P. Matuszyński

### Décorations
- Commandeur de l'ordre des Arts et des Lettres Il est promu au grade de commandeur le 23 mars 2017[2].
- Chevalier de la Légion d'honneur Il est fait chevalier le 9 avril 2004[3].
- Chevalier de l'ordre national du Mérite